# Johann Gansterer
Johann Gansterer (* 1771 in Reichenau an der Rax, Niederösterreich; † 9. November 1850 in Wien) war ein Hausbesitzer und Unternehmer in Wien. Als Besitzer und Pächter einiger Ziegelöfen (Ziegeleien) in der Umgebung von Wien war er wohl der bedeutendste Wiener Ziegelerzeuger vor der Zeit von Alois Miesbach.

## Werk
Im Februar 1814 erwarb Johann Gansterer zusammen mit Karl Franz Eder den zwischen dem Badener Weg und dem k.k. Schifffahrtskanal (= Wiener Neustädter Kanal) liegenden Kalk- und Ziegelofen (Ziegelei) Guntramsdorf mit dazugehöriger Ausstattung für die Ziegelerzeugung. 1815 kauften Johann und Josepha Gansterer die anteilige Hälfte des Ziegelofen von Karl Franz Eder dazu. Ab dieser Zeit begann Johann Gansterer mit der zusätzlichen Erwerbung, respektive Pachtung der Ziegelöfen in Biedermannsdorf, Vösendorf und Leopoldsdorf. Die Ziegel wurden damals auf dem k.k. Schifffahrtskanal nach Wien gebracht. Um 1820 erwarb Johann Gansterer in der Nähe des k.k. Schifffahrtskanal-Hafens auf der Landstraße (heute Wien 3. Bezirk) ein Wohnhaus. Dieses ebenerdige Biedermeier-Haus Nr. 396 in der Ungargasse ließ er umbauen und aufstocken. Später erhielt es die Nr. 441, und heute (2021) trägt es die Nr. 22.

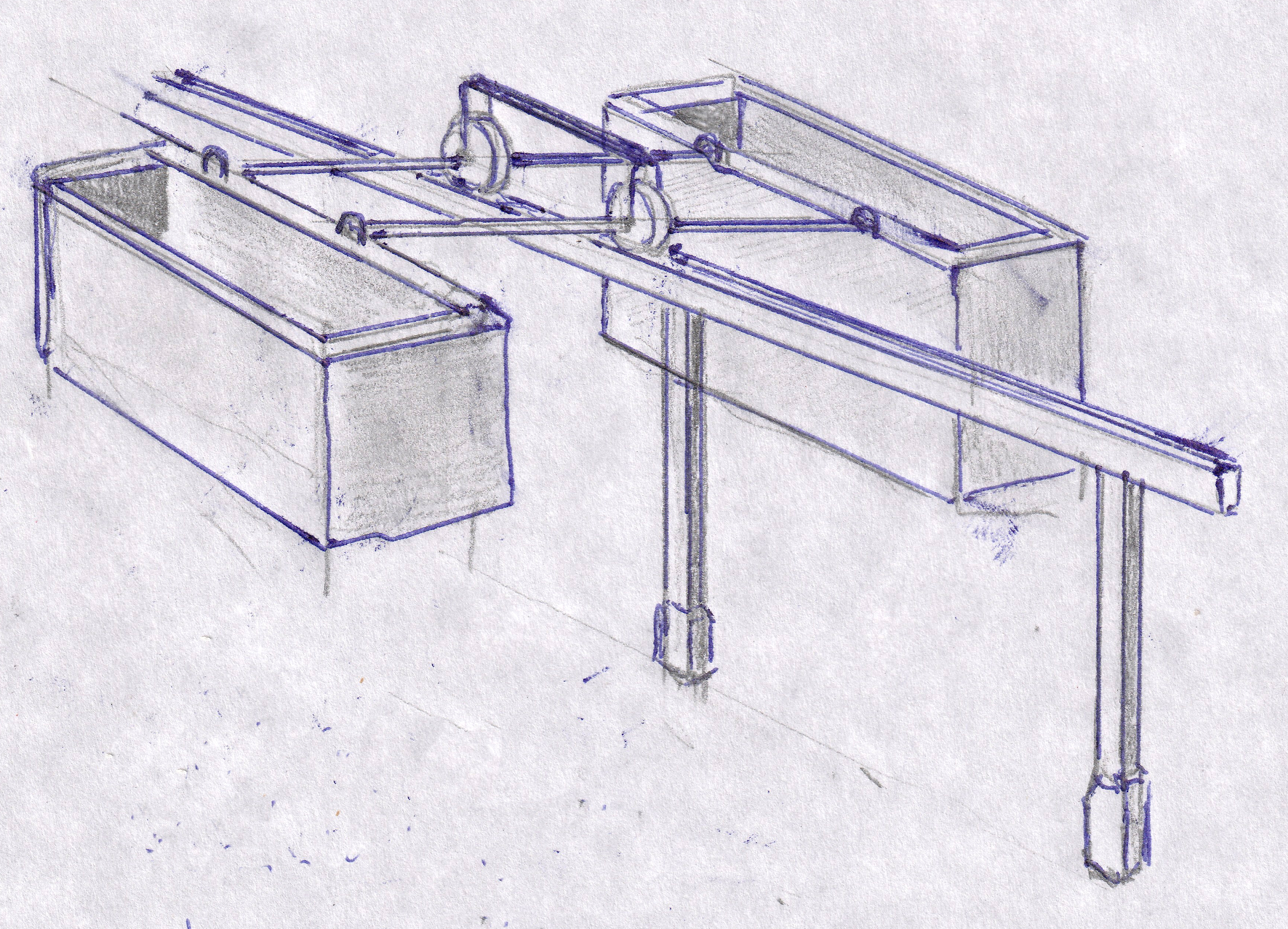
„Palmerische-Einschienenbahn“ für den Ziegel Transport. Ziegelmuseum Wien. (Zeichnung: G. Zsutty)

Am 2. März 1827 stellte Johann Gansterer ein Gesuch an seine Majestät den Kaiser Franz II. / I. zur Pachtung des Wiener Neustädter Kanals für die kommenden zwölf Jahre zu einer jährlichen Pacht von 6.500 Gulden. Johann Gansterer bot auch an, alle Kosten für die Instandsetzung und Erhaltung des Kanals, der Wasserleitungen und der Wasserwerke erforderlichen neuen Bauten und Reparaturen unter Aufsicht der öffentlichen Behörden zu übernehmen. Weiters bot Johann Gansterer an, auf eigene Kosten eine Verlängerung des Kanals durch eine „Palmerisch schwebende Einschienenbahn“ vorzunehmen. Geplant war eine Verbindung durch diese schwebende Einschienenbahn zwischen dem Wiener Neustädter Kanal und dem Steinkohlewerk Brennberg bei Ödenburg. Dieses Ansuchen blieb allerdings ohne Erfolg, weshalb diese Projekte keine Verwirklichung fanden.
Um diese Zeit begann Johann Gansterer auch mit dem Verkauf und der Zustellung von Eis (Natureis) für Eisgruben (Eiskeller) zur Kühlung von Lebensmittel.
1831 ließ Johann Gansterer wegen der Choleraepidemie auf seinem Ziegelofen-Areal in Guntramsdorf ein Cholera Spital für seine Arbeiter errichten. Weiters stiftete Johann Gansterer zusammen mit der Herrschaft Guntramsdorf und dem k.k. Kanal-Pächter Matthias Feldmüller ein Cholera Spital für die Gemeinde, sodass Guntramsdorf über drei separate Cholera Spitäler verfügte.
1834 gründete Johann Gansterer mit seinem Neffen Mathias Gansterer (1791–1849) und dessen Ehefrau Josepha (1807–1860), sowie Johann Geyer (1789–1862), dem Vetter von Johann Gansterer und dessen Gattin Josepha (1803–1835) die Gesellschaft Johann Gansterer & Companie. 1837 schloss Johann Gansterer für die Ziegeleien Guntramsdorf, Biedermannsdorf und Leopoldsdorf einen neuen Gesellschaftsvertrag. Gesellschafter dieser neuen Gansterer & Companie wurden Johann Gansterer, Wenzel Winter, Hubert Stollewerk und Joseph Gansterer, welcher seine Anteile mit 1. Januar 1839 an Franz Washuber übertrug.

## Johann Gansterer Ziegel (ca. 1818 bis ca. 1848)

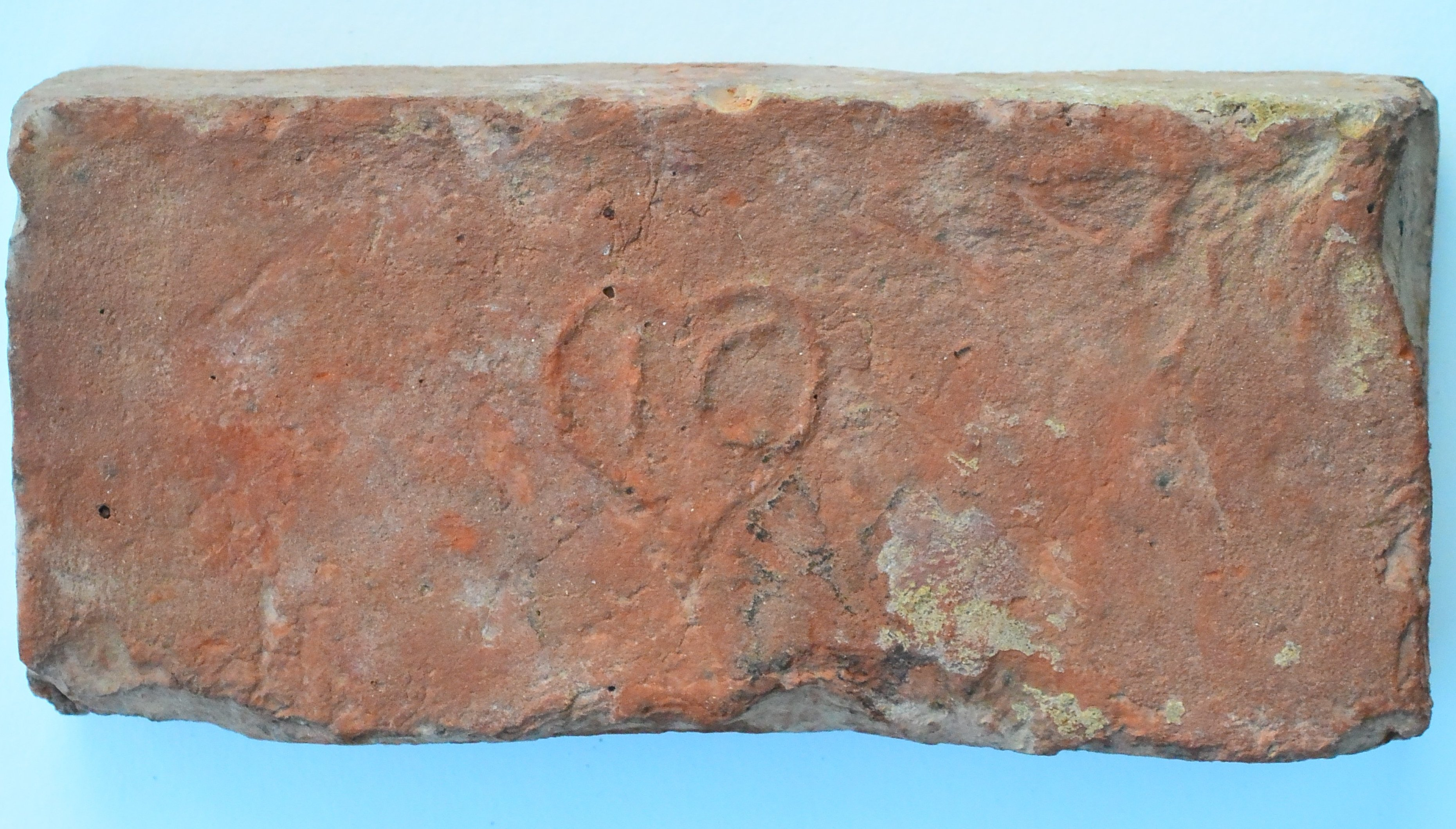
Johann Gansterer Ziegel ca. 1818 (Ziegelofen Guntramsdorf)
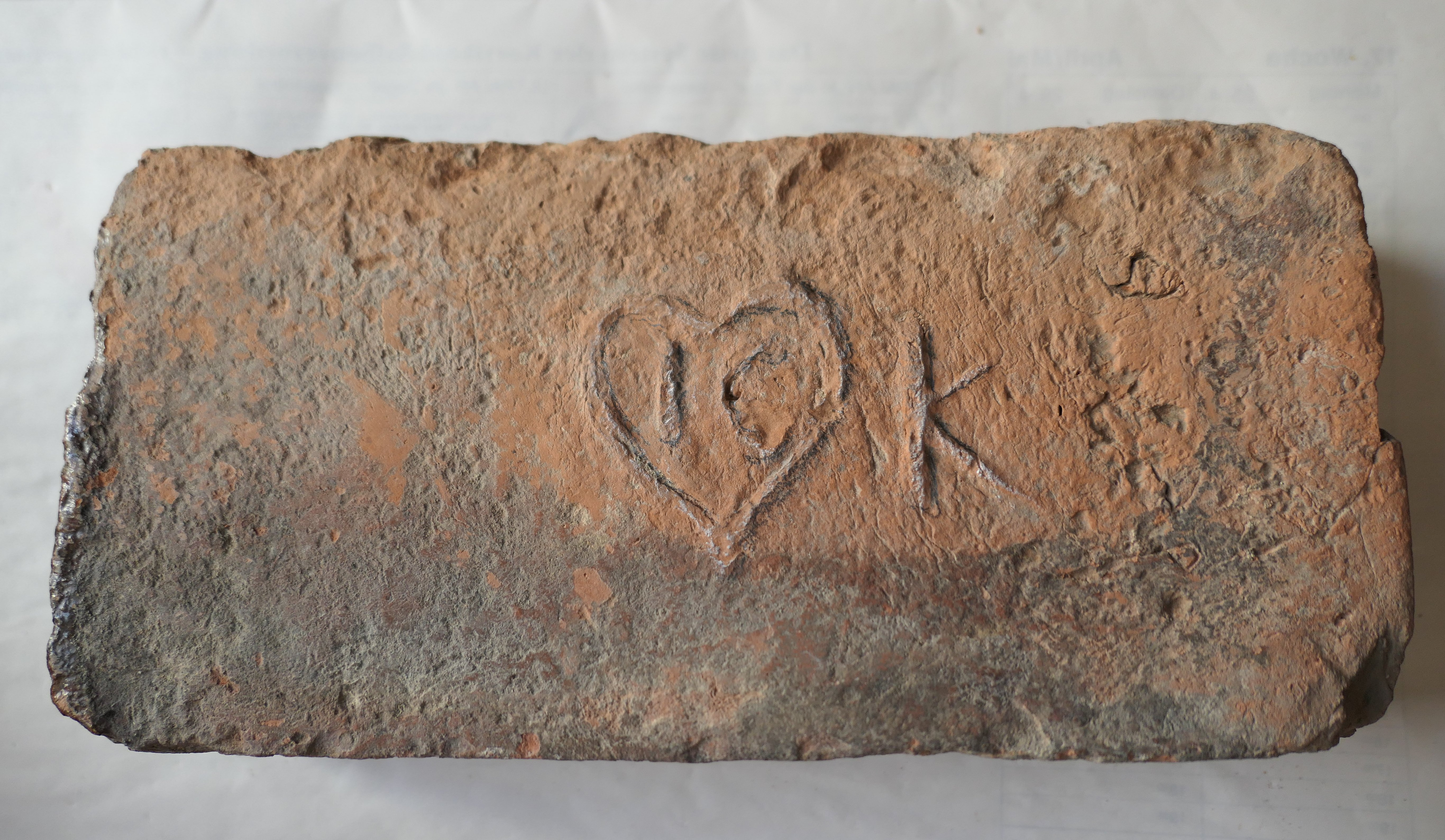
Johann Gansterer Ziegel (Kanalbau-Ziegelofen Guntramsdorf) (Ziegelmuseum Wien)
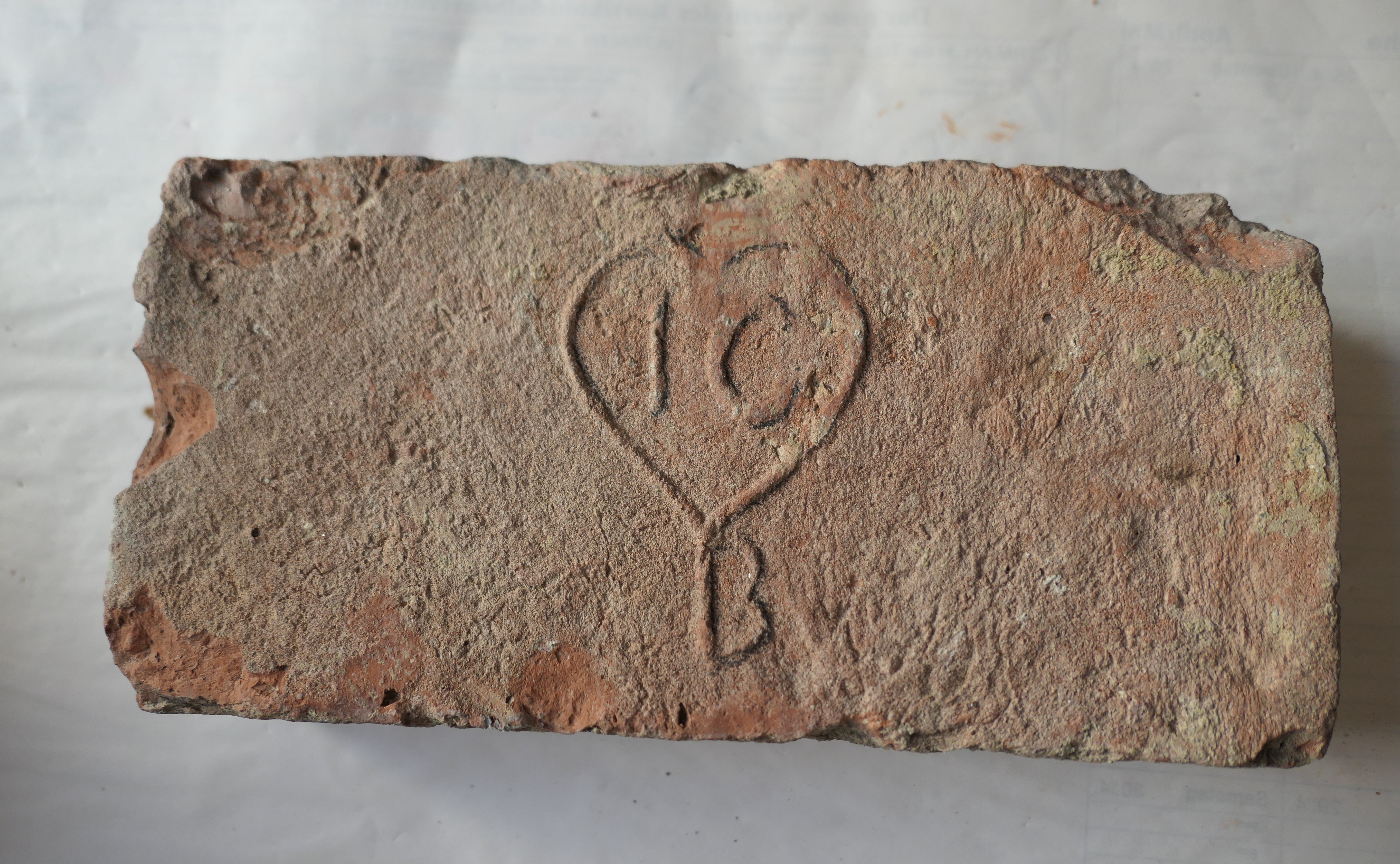
Johann Gansterer Ziegel (Ziegelofen Biedermannsdorf) (Ziegelmuseum Wien)
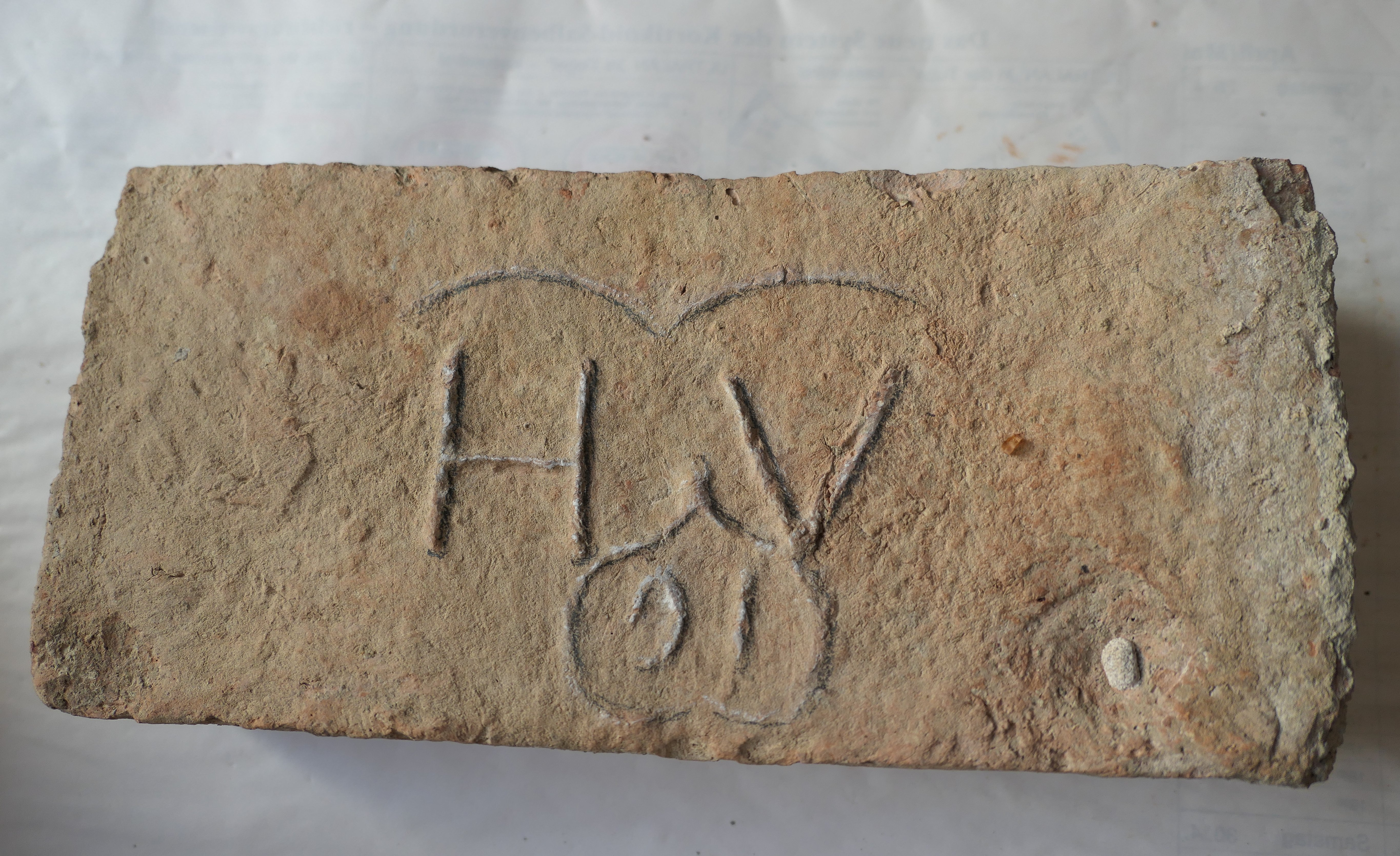
Johann Gansterer Ziegel (Ziegelofen Herrschaft Vösendorf) (Ziegelmuseum Wien)
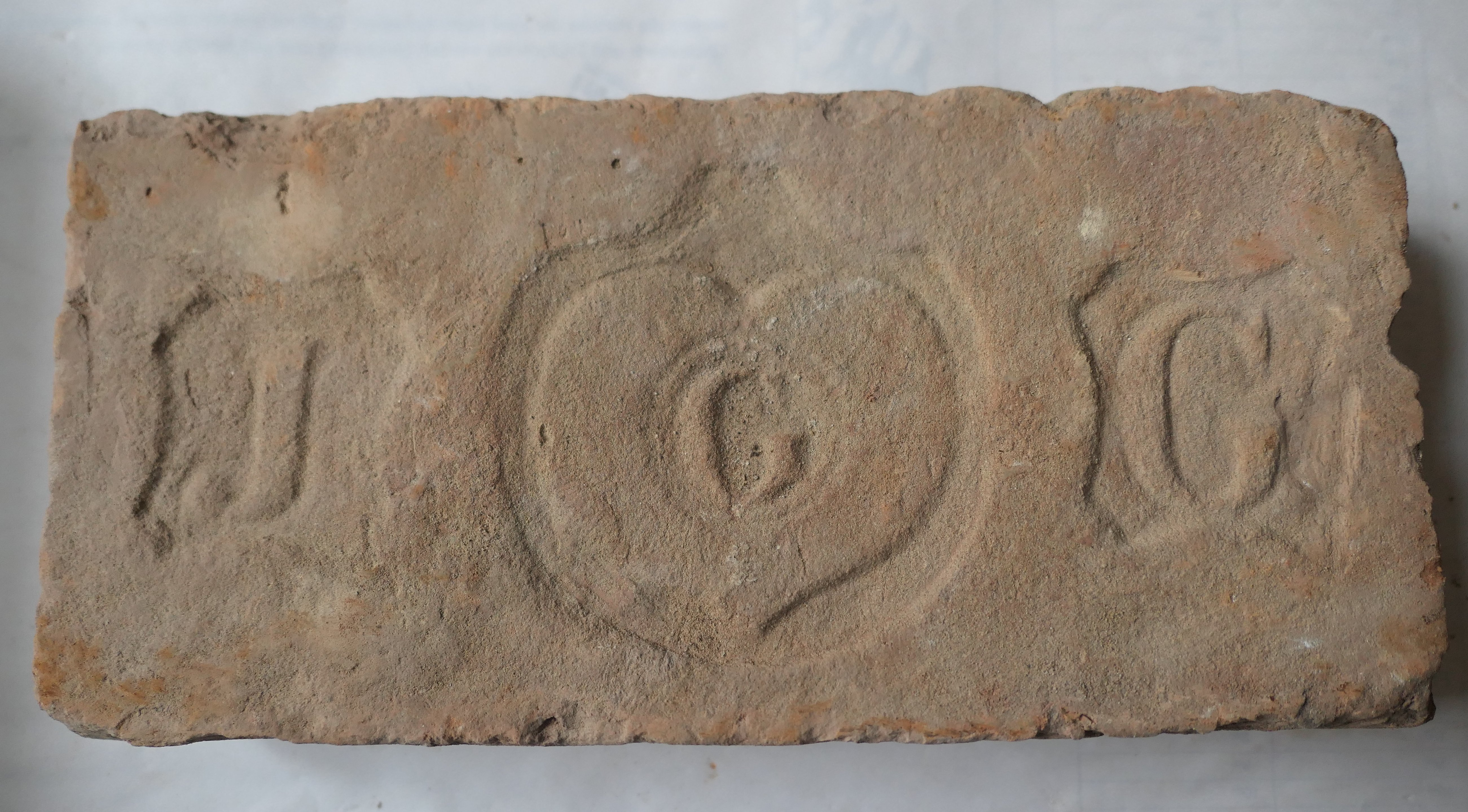
Johann Gansterer Ziegel (Ziegelofen Guntramsdorf) (Ziegelmuseum Wien)
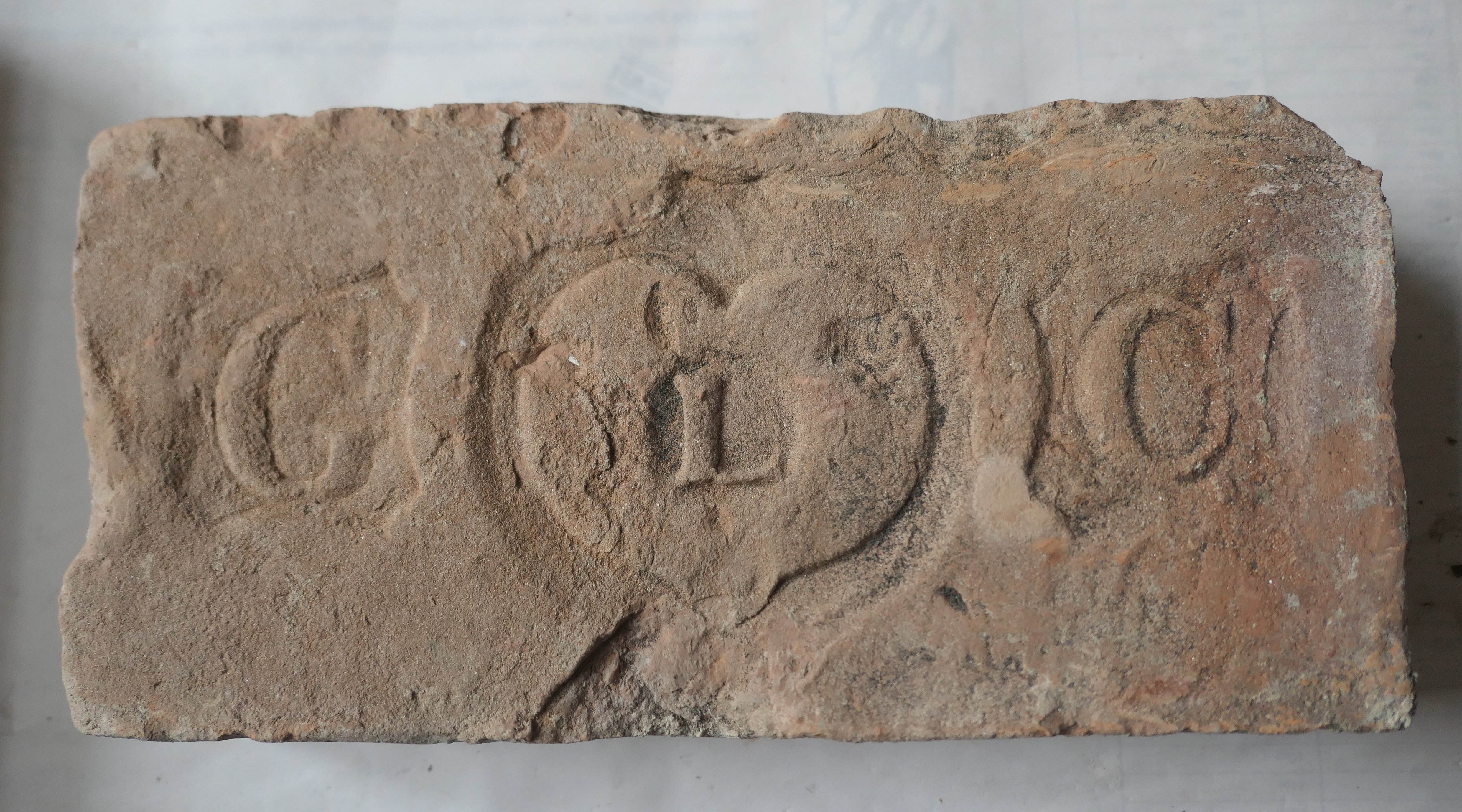
Johann Gansterer & Comp. Ziegel (Ziegelofen Leopoldsdorf) (Ziegelmuseum Wien)
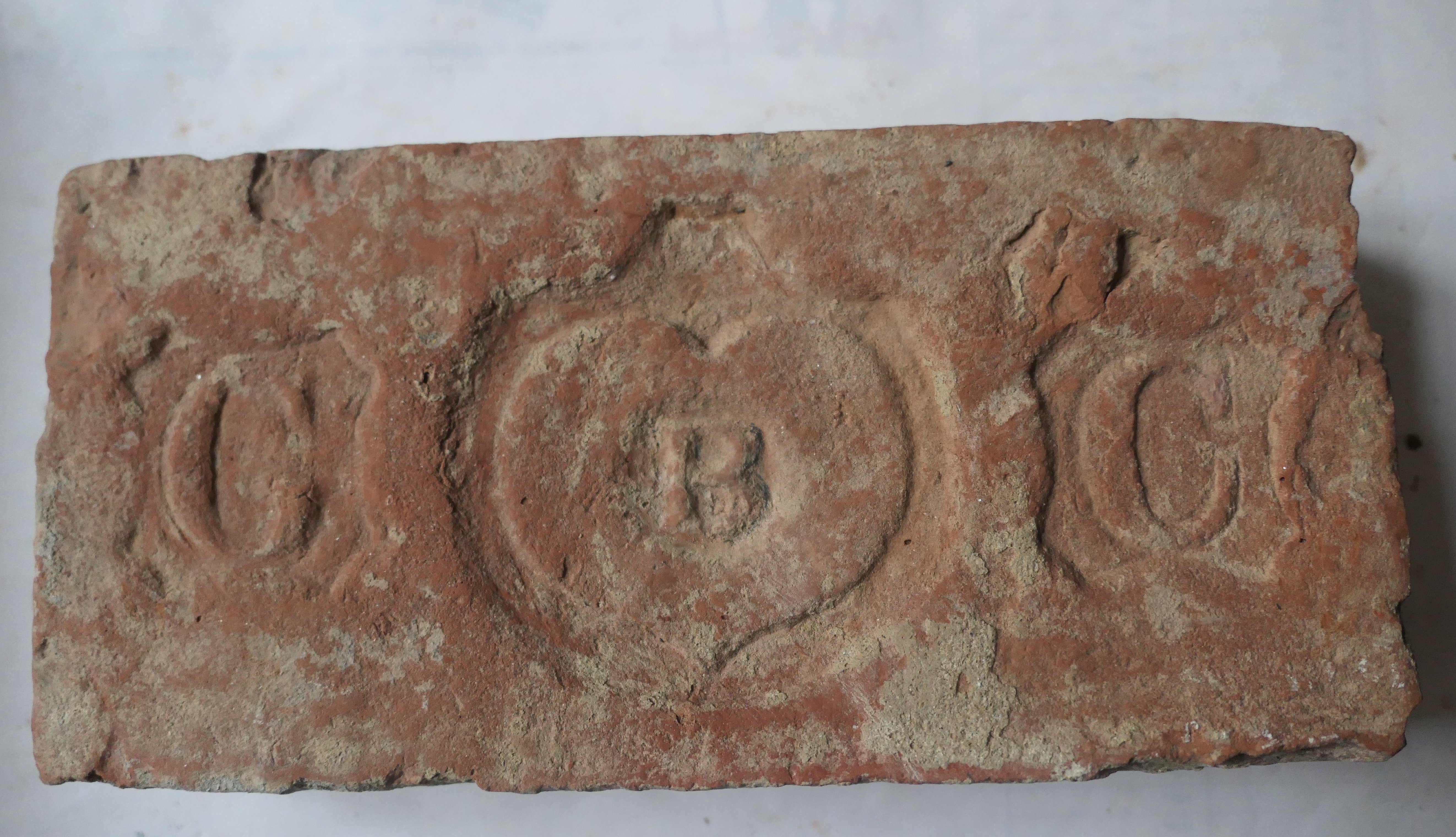
Johann Gansterer & Comp. Ziegel (Zieglofen Biedermannsdorf) (Ziegelmuseum Wien)
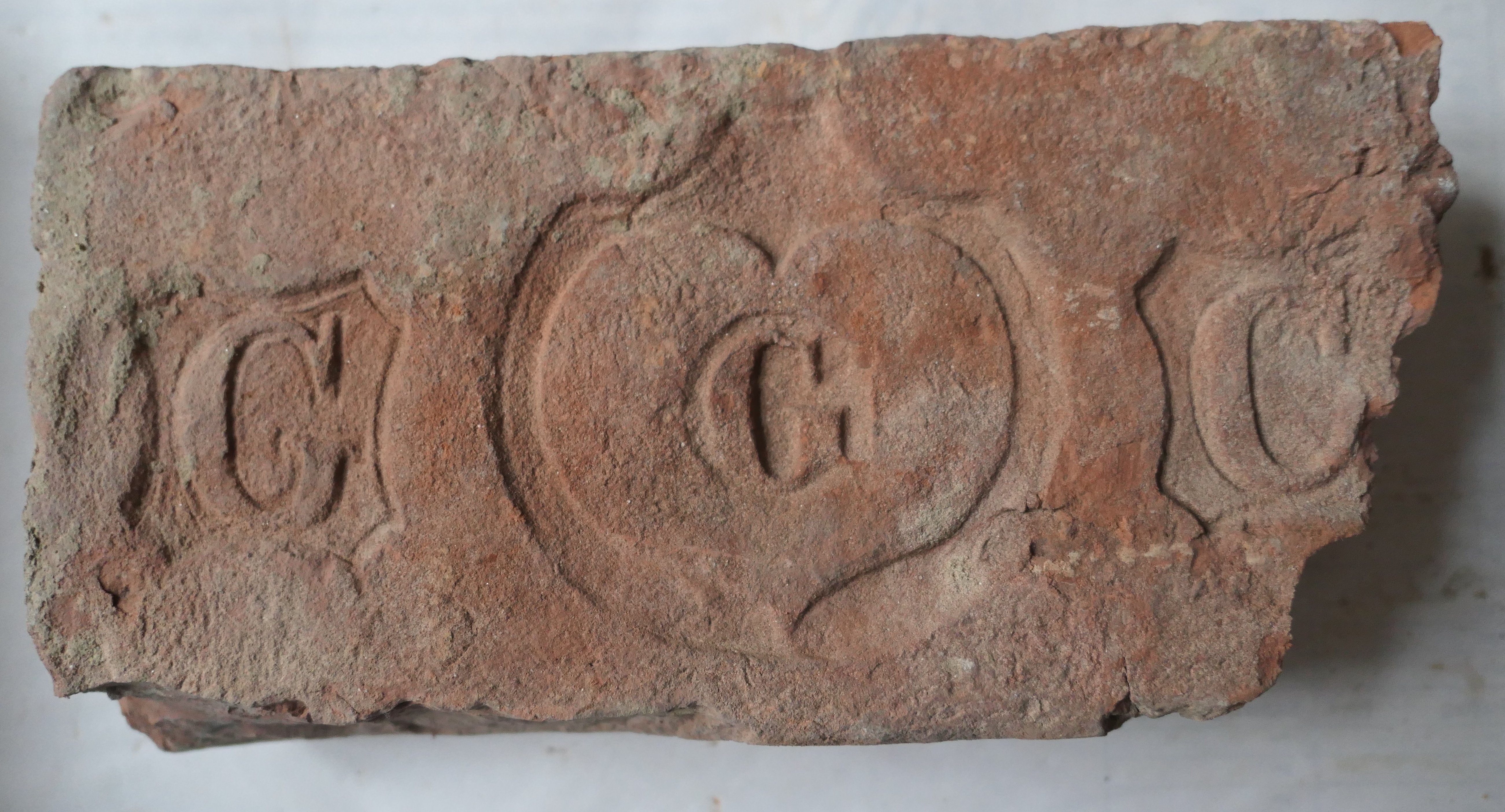
Johann Gansterer & Comp. Ziegel (Ziegelofen Guntramsdorf) (Ziegelmuseum Wien)

### Ziegelzeichen
Ziegel Produktionen von Johann Gansterer wurden mit folgendem Ziegelzeichen (= Kennzeichnung eines Ziegels) gekennzeichnet: seinen Initialen (J und G), zumeist ein Herz und fast immer mit dem Ort des Ziegelofens, zum Beispiel B für Biedermannsdorf. Ziegel Produktionen der Gansterer & Companie Gesellschaft wurden mit den Initialen G (= Gansterer) und C (= Companie), einem Herz und mit dem Ort des Ziegelofens, zum Beispiel L für Leopoldsdorf, gekennzeichnet.

## Leben und Familie

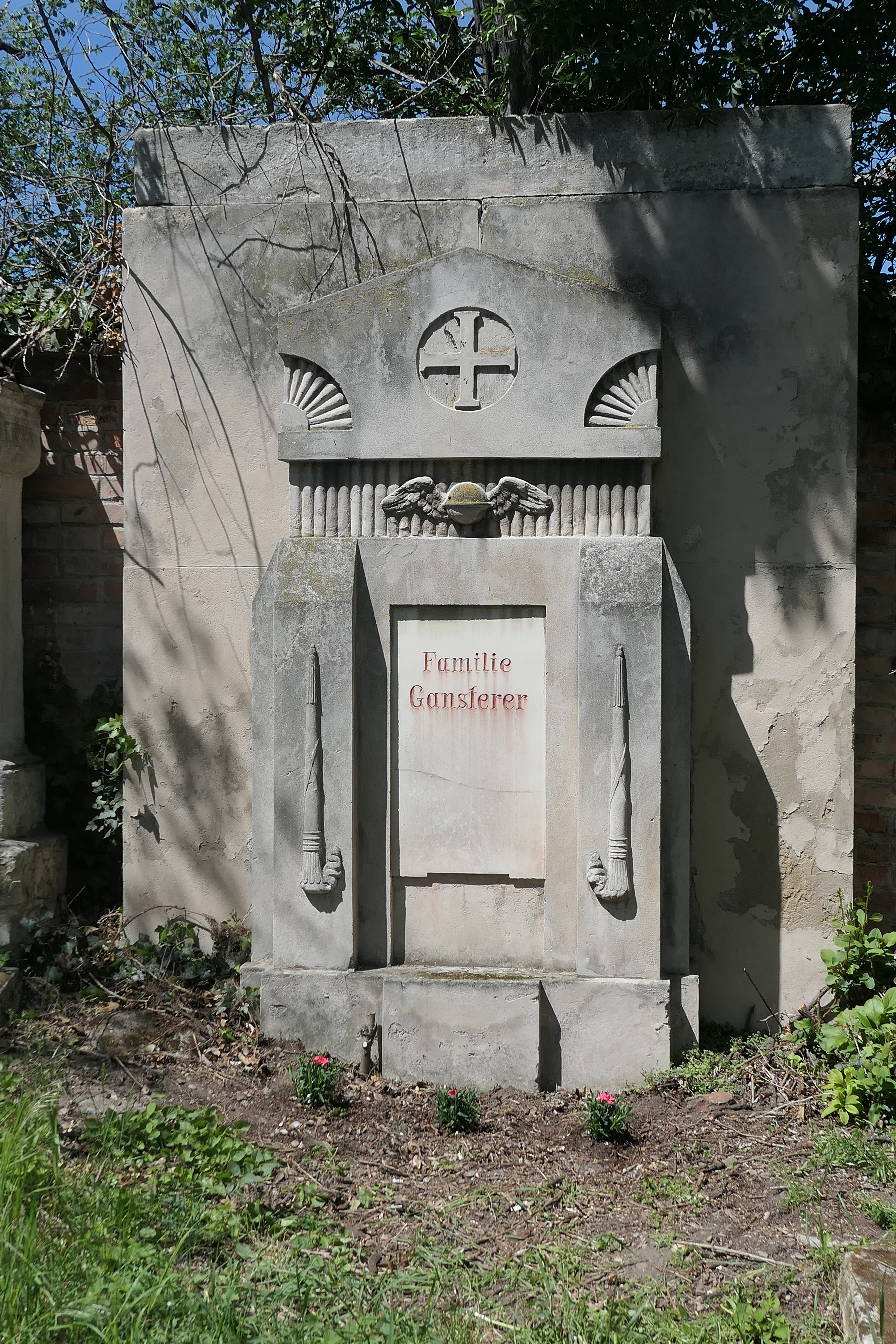
Johann Gansterer (1771 – 1850) Familiengrab (Friedhof St. Marx)

Johann Gansterer war erst ein Fuhrmann und wohnte ursprünglich auf der Wieden (heute Wien 4. Bezirk) Nr. 381, wo er im Jahre 1800 seine erste Ehefrau Josepha Pickel (1773 – 27. Februar 1835) heiratete. Nach deren Tod heiratete er am 13. Juni 1837 Anna Grall (1812 – 11. Oktober 1856). Johann Gansterer war der Onkel von Matthias Gansterer (1791 – 1849) und sein Förderer. Matthias Gansterer wohnte bei seinem Onkel auf der Landstraße Nr. 396 und heiratete dort Josepha Sommer (1807 – 1860). Sie gaben ihrem ersten gemeinsamen Sohn den Vornamen seines Onkels Johann. 1829 kaufte sich Matthias Gansterer ein Grundstück mit dazugehörigen Ziegelofen in Ottakring und siedelte sich auch dort mit seiner Familie an. Wirtschaftlich arbeiteten Johann und Matthias Gansterer weiterhin eng zusammen. Johann Gansterer verstarb am 9. November 1850 und ist seit 11. November 1850 auf dem Sankt Marxer Friedhof beerdigt.